# Férfi szinkron toronyugrás a 2012. évi nyári olimpiai játékokon
A 2012. évi nyári olimpiai játékokon a műugrás férfi szinkron 10 méteres toronyugrás versenyszámát július 30-án rendezték meg az Aquatics Centre-ben.
A Cao Jüan–Csang Jen-csüan összeállítású kínai páros győzött a versenyszámban. Az ázsiaiak közel húszpontos előnnyel nyertek az Iván García–Germán Sánchez mexikói és a David Boudia–Nicholas McCrory amerikai duó előtt. A britek nagy reménysége, a Tom Daley–Peter Waterfield-kettős kilencpontos hátránnyal végül éppen csak lemaradt a dobogóról, s lett negyedik.

## Versenynaptár
Az időpontok helyi idő szerint, zárójelben magyar idő szerint olvashatóak.
| Dátum                   | Időpont       | Forduló |
| ----------------------- | ------------- | ------- |
| 2012. július 30., hétfő | 15:00 (16:00) | Döntő   |

## Eredmény
| # | Ország                 | Név                                        | Pontok |
| - | ---------------------- | ------------------------------------------ | ------ |
|   | Kína (CHN)             | Cao Jüan / Csang Jen-csüan                 | 486,78 |
|   | Mexikó (MEX)           | Iván García / Germán Sánchez               | 468,90 |
|   | Egyesült Államok (USA) | David Boudia / Nicholas McCrory            | 463,47 |
| 4 | Nagy-Britannia (GBR)   | Tom Daley / Peter Waterfield               | 454,65 |
| 5 | Kuba (CUB)             | Jeinkler Aguirre / José Guerra             | 450,90 |
| 6 | Oroszország (RUS)      | Ilja Zaharov / Viktor Minyibajev           | 449,88 |
| 7 | Németország (GER)      | Patrick Hausding / Sascha Klein            | 446,07 |
| 8 | Ukrajna (UKR)          | Olekszandr Horskovozov / Olekszandr Bondar | 433,32 |